# Bohumil Němeček
Bohumil Němeček (Tábor, 2 de enero de 1938 – Ústí nad Labem, 3 de mayo de 2010) fue un boxeador amateur checoslovaco, que compitió en la categoría de superligeros. Primero se dedicó al hockey hielo pero lo cambió por el boxeo en 1955. Consiguió los campeonatos nacionales en 1959 y 1960, el título europeo en 1967 y el Oro olímpico en los Juegos Olímpicos de Roma 1960. También compitió en los Juegos Olímpicos de 1964 y 1968 pero fue eliminado en segunda ronda. Después de retirarse como boxeador, pasó a ser entrenador y conductor de autobuses. Su salud se deterioró después de sufrir un ataque al corazón en 2000, muriendo diez años después.